# Сукин, Осип Иванович
Осип Иванович Сукин (ум. 4 мая 1669) — русский военный и государственный деятель, стряпчий (1637), полковой воевода, окольничий (1661). Представитель дворянского рода Сукиных.

## Биография
Начал службу в чине жильца. В июле 1637 года был пожалован и з жильцов в стряпчие. В 1638 году ночевал на государевом дворе. В январе 1639 года «дневал и ночевал» при гробе царевича Ивана Михайловича, а в апреле того же года при гробе царевича Василия Михайловича. В 1646 году во время похода из Ливен в Белгород был одним из есаулов в полку князя Никиты Ивановича Одоевского.
В 1648 и 1650 годах Осип Сукин сопровождал царя Алексея Михайловича в богомольных «походах» в Троице-Сергиеву лавру, село Коломенское и село Покровское. В 1651 году был головой сотни стольников при встрече литовских послов. В 1652 году был назначен воеводой в Коротояке, откуда должен был по «большим вестям» сходиться с князем Григорием Семёновичем Куракиным, находившимся воеводой в Яблонове. О. И. Сукин получил от Г. С. Куракина о посылке из Коротояка донских казаков в войско на Дон с «крымскими и черкасскими вестями».
В 1656 году Осип Иванович Сукин был головой жилецкой сотни, в том же году во время похода царя Алексея Михайловича на Ригу встречал перед царским шатром послов курляндского герцога и бранденбургского курфюрста. В 1658 году участвовал во встрече и проводах грузинского царевича, приезжавшего в Москву. В 1658-1664 годах Осин Иванович Сукин — товарищ (заместитель) главного воеводы князя Юрия Алексеевича Долгорукова и участник войны с Речью Посполитой. Долгоруков и О. И. Сукин не постоянно находились на русско-польском фронте, они отзывались в Москву и вновь отправлялись на войну. 2 февраля 1659 года после стола царь Алексей Михайлович пожаловал вернувшихся в Москву князя Долгорукова и его товарищей за разгром литовского войска и взятие в плен польного гетмана литовского Винцентия Гонсевского. Воевода Осип Иванович Сукин получил шубу, крытую золотным атласом, кубок, придачу к прежнему поместному и денежному окладу и 3000 ефимков на покупку вотчины.
В 1661 году Осип Иванович Сукин был пожалован в окольничие. В 1662-1664 годах О. И. Сукин, находясь в столице, неоднократно «объявлял» царю крымских и шведских послов. В 1663, 1666-1668 годах оставался в числе других окольничих «ведать Москву». В 1662 и 1668 годах руководил Челобитным приказом.
В феврале 1663 года Осип Сукин и дьяк Брехов были отправлены царем в Воскресенский монастырь для допроса патриарха Никона в связи с жалобами него Сытина и Боборыкина.
19 апреля 1663 года воевода Осип Иванович Сукин присутствовал за царским столом в день Светлого Христова Воскресенья. Кроме касимовского и сибирских царевичей, здесь находилось все высшее духовенство, три боярина и два окольничих. Думный дьяк Семён Иванович Заборовский, приглашенный последним за царский стол, стал местничать с окольничим Осипом Ивановичем Сукиным. С. Заборовской бил челом царю, что ему «у стола с окольничим Осипом Сукиным быть невместно; и, бив челом, у стола не был, съехал к себе на двор». На следующий день, 20 апреля, Семен Заборовской бил челом государю в отечестве о счете на Сукина, ссылаясь, что «Осипов прадед, Борис Сукин, был при Иване Васильевиче дьяком», и что «в иных худых чинах бывали родители его».
Осип Сукин в свою очередь бил челом на Семёна Заборовского о бесчестье и обороне и заявил, что «де Семен Заборовской перед ним, Осипом, человек молодой, а бьет челом на него, Осипа, не по своей мере; а прежде сего на окольничих думные дьяки не бивали челом». Дальше он заявлял, что его дед Борис не бывал во дьяках, «а тот Борис, что был во дьяках, и тот не их Сукиных, и никто роду его, Осипова, в таких обышных чинах не бывали». Закончил Сукин своё объяснение тем, что его двоюродный прадед Федор Иванович Сукин был боярином при царе Иване Васильевиче Грозном. Царь Алексей Михайлович положил на Заборовского опалу за то, что он прогневал его, уехав от стола: веле ему не съезжать со двора. Через два дня, 22 апреля, он однако и помиловал дьяка Семёна Заборовского и велел ему видеть свои государевы очи. В тот же день и Осип Сукин и Семён Заборовской снова били царю челом друг на друга, вследствие чего царь приказал думному посольскому дьяку Алмазу Иванову выписать из Разряда и доложить «против их челобитья».